# Blåsvart örtblomfluga
Blåsvart örtblomfluga (Cheilosia cynocephala) är en tvåvingeart som först beskrevs av Friedrich Hermann Loew 1840.  Blåsvart örtblomfluga ingår i släktet örtblomflugor, och familjen blomflugor.
Artens utbredningsområde är Polen. Arten är reproducerande i Sverige. Inga underarter finns listade i Catalogue of Life.